# 第39回アカデミー賞
第39回アカデミー賞（だい39かいアカデミーしょう）は1967年4月に発表・授賞式が行われた。司会はボブ・ホープ。

## 候補と受賞の一覧
太字は受賞である。また、以下での人名表記は
また、以下での人名表記は
1. 作品の日本語公式情報およびAMPAS公式サイトの日本版とWOWOWによる授賞式放送での表記に準ずる。
2. 見当たらない場合はデータベースサイトなどを参考。
3. それでもない場合は英語表記のままとする。

| 作品賞 | 監督賞 |
| --- | --- |
| - 『わが命つきるとも』 – フレッド・ジンネマン - 『アルフィー』 – ルイス・ギルバート - 『アメリカ上陸作戦』 – ノーマン・ジュイソン - 『砲艦サンパブロ』 – ロバート・ワイズ - 『ヴァージニア・ウルフなんかこわくない』 – アーネスト・リーマン | - フレッド・ジンネマン – 『わが命つきるとも』 - ミケランジェロ・アントニオーニ – 『欲望』 - リチャード・ブルックス – 『プロフェッショナル』 - クロード・ルルーシュ – 『男と女』 - マイク・ニコルズ – 『ヴァージニア・ウルフなんかこわくない』 |
| 主演男優賞 | 主演女優賞 |
| - ポール・スコフィールド – 『わが命つきるとも』 - アラン・アーキン – 『アメリカ上陸作戦』 - リチャード・バートン – 『ヴァージニア・ウルフなんかこわくない』 - マイケル・ケイン – 『アルフィー』 - スティーヴ・マックイーン – 『砲艦サンパブロ』 | - エリザベス・テイラー – 『ヴァージニア・ウルフなんかこわくない』 - アヌーク・エーメ – 『男と女』 - イダ・カミンスカ – 『大通りの店』 - リン・レッドグレイヴ – 『ジョージー・ガール』 - ヴァネッサ・レッドグレイヴ – 『モーガン』 |
| 助演男優賞 | 助演女優賞 |
| - ウォルター・マッソー – 『恋人よ帰れ!わが胸に』 - マコ岩松 – 『砲艦サンパブロ』 - ジェームズ・メイソン – 『ジョージー・ガール』 - ジョージ・シーガル – 『ヴァージニア・ウルフなんかこわくない』 - ロバート・ショウ – 『わが命つきるとも』 | - サンディ・デニス –『ヴァージニア・ウルフなんかこわくない』 - ウェンディ・ヒラー – 『わが命つきるとも』 - ジョスリン・ラガード – 『ハワイ』 - ヴィヴィエン・マーチャント – 『アルフィー』 - ジェラルディン・ペイジ – 『大人になれば…』 |
| 脚本賞 | 脚色賞 |
| - 『男と女』 – クロード・ルルーシュ、ピエール・ユイッテルヘーベン - 『欲望』 – ミケランジェロ・アントニオーニ、エドワード・ボンド、トニーノ・グエッラ - 『恋人よ帰れ!わが胸に』 – ビリー・ワイルダー、I・A・L・ダイアモンド - 『カーツーム』 – ロバート・アードリー - 『裸のジャングル』 – クイント・ジョンストン、ドン・ピータース                                                                                 | - 『わが命つきるとも』 – ロバート・ボルト - 『アルフィー』 – ビル・ノートン - 『プロフェッショナル』 – リチャード・ブルックス - 『アメリカ上陸作戦』 – ウィリアム・ローズ - 『バージニア・ウルフなんかこわくない』 – アーネスト・レーマン |
| 外国語映画賞 | 歌曲賞 |
| - 『男と女』 (フランス) - 『アルジェの戦い』 (イタリア) - 『ブロンドの恋』 (チェコスロヴァキア) - 『太陽の王子ファラオ』 (ポーランド) - Three (ユーゴスラヴィア) | - ｢ボーンフリー｣（『野生のエルザ』） – ジョン・バリー（作曲）、ドン・ブラック（作詞） - "Alfie"（『アルフィー』） – バート・バカラック（作曲）、ハル・デヴィッド（作詞） - "Georgy Girl"（『ジョージー・ガール』） – トム・スプリングフィールド（作曲）、ジム・デイル (作詞) - "My Wishing Doll"（『ハワイ』） – エルマー・バーンスタイン（作曲）、マック・デヴィッド (作詞) - "A Time for Love"（『殺しの逢びき』） – ジョニー・マンデル（作曲）、ポール・フランシス・ウェブスター（作詞）                  |
| 長編ドキュメンタリー映画賞 | 短編ドキュメンタリー映画賞 |
| - The War Game - The Face a Genius - Helicopter Canada - The Really Big Family - 『地球は燃える』 | - A Year Toward Tomorrow - Adolescence - Cowboy - The Odds Against - Részletek J.S. Bach Máté passiójából |
| 短編実写映画賞 | 短編アニメ映画賞 |
| - Wild Wings – British Transport Films – エドガー・アンスター - Turkey the Bridge – デレク・ウィリアムズ - The Winning Strain – レスリー・ウィニック | - A Herb Alpert and the Tijuana Brass Double Feature – パラマウント – ジョン・ハブリー、 フェイス・ハブリー - The Drag – カナダ国立映画制作庁 – Carlos Marchiori - The Pink Blueprint – Mirisch Films、DePatie-Freleng Enterprises、ユナイテッド・アーティスツ – デヴィッド・H・デパティー、 フリッツ・フレレング |
| 作曲賞 | 編曲賞 |
| - 『野生のエルザ』 – ジョン・バリー - 『天地創造』 – 黛敏郎 - 『ハワイ』 – エルマー・バーンスタイン - 『砲艦サンパブロ』 – ジェリー・ゴールドスミス - 『ヴァージニア・ウルフなんかこわくない』 – アレックス・ノース | - 『ローマで起った奇妙な出来事』 – ケン・ソーン - 『奇跡の丘』 – ルイス・エンリケス・バカロフ - 『続・荒野の七人』 – エルマー・バーンスタイン - 『歌え!ドミニク』 – ハリー・サックマン - Stop the World - I Want to Get Off – アル・ヘイム |
| 音響編集賞 | 録音賞 |
| - 『グラン・プリ』 – ゴードン・ダニエル - 『ミクロの決死圏』 – ウォルター・A・ロッシ | - 『グラン・プリ』 – フランクリン・ミルトン、メトロ・ゴールドウィン・メイヤー - 『泥棒貴族』 – ウォルドン・O・ワトソン - 『ハワイ』 – ゴードン・E・ソーヤー - 『砲艦サンパブロ』 – ジェームズ・コーコラン - 『ヴァージニア・ウルフなんかこわくない』 – ジョージ・グローヴス |
| 美術賞 (白黒) | 美術賞 (カラー) |
| - 『ヴァージニア・ウルフなんかこわくない』 – リチャード・シルバート、ジョージ・ジェイムズ・ホプキンス - 『恋人よ帰れ!わが胸に』 – ロバート・ラザット、エドワード・G・ボイル - 『奇跡の丘』 – ルイジ・スカッチャノーチェ - 『パリは燃えているか』 – ウィリー・ホルト、マーク・フレデリクス、ピエール・ギュフロワ - Mister Buddwing – ジョージ・D・デイヴィス、ポール・グロッシー、ヘンリー・グレイス、ヒュー・ハント | - 『ミクロの決死圏』 – ジャック・マーティン・スミス、デール・ヘネシー、ウォルター・M・スコット、スチュアート・A・レイス - 『泥棒貴族』 – ジョン・ブライアン (美術)、モーリス・カーター (美術)、Patrick McLoughlin (装置)、ロバート・カートライト (装置) - 『魂のジュリエッタ』 – ピエロ・ゲラルディ - 『オスカー』 – ハル・ペレイラ、アーサー・ロネーガン、ロバート・R・ベントン、ジェームズ・ペイン - 『砲艦サンパブロ』 – ボリス・レヴェン、ウォルター・M・スコット、John Sturtevant、ウィリアム・キアナン |
| 撮影賞 (白黒) | 撮影賞 (カラー) |
| - 『ヴァージニア・ウルフなんかこわくない』 – ハスケル・ウェクスラー - 『恋人よ帰れ!わが胸に』 – ジョセフ・ラシェル - 『ジョージー・ガール』 – ケン・ヒギンズ - 『パリは燃えているか』 – マルセル・グリニヨン - 『セコンド/アーサー・ハミルトンからトニー・ウィルソンへの転身』 – ジェームズ・ウォン・ハウ | - 『わが命つきるとも』 – テッド・ムーア - 『ミクロの決死圏』 – アーネスト・ラズロ - 『ハワイ』 – ラッセル・ハーラン - 『プロフェッショナル』 – コンラッド・ホール - 『砲艦サンパブロ』 – ジョセフ・マクドナルド |
| 衣裳デザイン賞 (白黒) | 衣裳デザイン賞 (カラー) |
| - 『ヴァージニア・ウルフなんかこわくない』 – アイリーン・シャラフ - 『奇跡の丘』 – ダニロ・ドナティ - Mandragola – ダニロ・ドナティ - Mister Buddwing – ヘレン・ローズ - Morgan! – ジョスリン・リッカーズ | - 『わが命つきるとも』 – ジョーン・ブリッジ、エリザベス・ハッフェンデン - 『泥棒貴族』 – ジーン・ルイス - 『ハワイ』 – ドロシー・ジーキンス - 『魂のジュリエッタ』 – ピエロ・ゲラルディ - 『オスカー』 – イーディス・ヘッド |
| 編集賞 | 視覚効果賞 |
| - 『グラン・プリ』 – フレドリック・スタインカンプ、ヘンリー・バーマン、スチュワート・リンダー、フランク・サンティロ - 『ミクロの決死圏』 – ウィリアム・B・マーフィー - 『アメリカ上陸作戦』 – ハル・アシュビー、J・テリー・ウィリアムズ - 『砲艦サンパブロ』 – ウィリアム・H・レイノルズ - 『ヴァージニア・ウルフなんかこわくない』 – サム・オスティーン                                                            | - 『ミクロの決死圏』 – アート・クルイックシャンク - 『ハワイ』 – リンウッド・G・ダン |

### アカデミー名誉賞
- ヤキマ・カヌート
- Y・フランク・フリーマン

### アービング・G・タルバーグ賞
- ロバート・ワイズ

### ジーン・ハーショルト友愛賞
- ジョージ・バグノール

### 統計
| 複数候補: - 13 候補: 『ヴァージニア・ウルフなんかこわくない』 - 8 候補: 『わが命つきるとも』、『砲艦サンパブロ』 - 7 候補: 『ハワイ』 - 5 候補: 『アルフィー』、『ミクロの決死圏』 - 4 候補: 『恋人よ帰れ!わが胸に』、『ジョージー・ガール』、『男と女』、『アメリカ上陸作戦』 - 3 候補: 『泥棒貴族』、『奇跡の丘』、『グラン・プリ』、『プロフェッショナル』 - 2 候補: 『欲望』、『野生のエルザ』、『パリは燃えているか』、『魂のジュリエッタ』、Mister Buddwing、Morgan!、『オスカー』 | 複数受賞. - 6 受賞: 『わが命つきるとも』 - 5 受賞: 『ヴァージニア・ウルフなんかこわくない』 - 3 受賞: 『グラン・プリ』 - 2 受賞: 『野生のエルザ』、『ミクロの決死圏』、『男と女』 |

### プレゼンター
| プレゼンター                 | 賞                               |
| ---------------------------- | -------------------------------- |
| ディーン・ジョーンズ         | 音響編集賞 録音賞                |
| ラクエル・ウェルチ           | 音響編集賞 録音賞                |
| アン・マーグレット           | 撮影賞                           |
| オマル・シャリーフ           | 撮影賞                           |
| フレッド・アステア           | 脚本賞 脚色賞                    |
| ジンジャー・ロジャース       | 脚本賞 脚色賞                    |
| キャンディス・バーゲン       | 衣裳デザイン賞                   |
| ロバート・ミッチャム         | 衣裳デザイン賞                   |
| オリヴィア・デ・ハヴィランド | 短編実写映画賞 短編アニメ映画賞  |
| アイリーン・ダン             | ジーン・ハーショルト友愛賞       |
| リチャード・ハリス           | ドキュメンタリー映画賞           |
| バーバラ・ラッシュ           | ドキュメンタリー映画賞           |
| チャールトン・ヘストン       | 名誉賞 (ヤキマ・カヌート)        |
| ロック・ハドソン             | 美術賞                           |
| ヴァネッサ・レッドグレイヴ   | 美術賞                           |
| フレッド・マクマレイ         | 視覚効果賞                       |
| メアリー・タイラー・ムーア   | 作曲賞 編曲賞                    |
| ディック・ヴァン・ダイク     | 作曲賞 編曲賞                    |
| ディーン・マーティン         | 歌曲賞                           |
| パトリシア・ニール           | 外国語映画賞                     |
| シドニー・ポワチエ           | 助演女優賞                       |
| リー・レミック               | 編集賞                           |
| ジェームズ・ステュアート     | 編集賞                           |
| チャールトン・ヘストン       | 名誉賞 (Y・フランク・フリーマン) |
| シェリー・ウィンタース       | 助演男優賞                       |
| リー・マーヴィン             | 主演女優賞                       |
| ジュリー・クリスティ         | 主演男優賞                       |
| ロザリンド・ラッセル         | 監督賞                           |
| オードリー・ヘプバーン       | 作品賞                           |

### パフォーマー
- ジョン・デイビッドソン "A Time For Love"（『殺しの逢びき』）
- ジャッキー・デシャノン "My Wishing Doll"（『ハワイ』）
- ミッツィ・ゲイナー "Georgy Girl"（『ジョージー・ガール』）
- ロジャー・ウィリアムズ、ヤング・アメリカンズ "Born Free"（『野生のエルザ』）
- ディオンヌ・ワーウィック "Alfie"（『アルフィー』）